# David ben Mose Fränkel
David ben Mose Fränkel auch: David Fränkel oder David Fraenkel (geboren 20. Juli 1779 in Berlin; gestorben 18. Mai 1865 in Dessau) war ein deutsch-jüdischer Publizist.

## Leben
David ben Mose Fränkel war Sohn des Rabbiners Mose ben Abraham Fränkel und wurde 1791 Direktor der Israelitischen Schule in Dessau und 1807 Mitglied des jüdischen Konsistoriums im Königreich Westphalen (bis 1813).
Er war Herausgeber der 1806 begründeten Monatsschrift Sulamith. Zeitschrift zur Förderung der Kultur und Humanität unter der jüdischen Nation (deutsch, mit hebräischen Beilagen). Von dieser Zeitschrift erschienen bis 1846 lediglich 8 Jahrgänge. Es war die erste jüdische Zeitschrift in deutscher Sprache.
David Fränkel gründete auch (1835) die Gemeinnützigen Blätter für Wissenschaft, Schule und Leben.
Darüber hinaus übersetzte er auch Teile der Bibel nach dem masoretischen Text (Pentateuch und Josua, Dessau 1815).

## Weitere Werke
- Einrichtung der jüdischen Freischule in Dessau, Dessau 1802
- Nachricht von der jüdischen Haupt- und Freischule in Dessau, Dessau 1804
- Die Lage der Juden in der älteren und neueren Zeit. Ein Wort des Trostes und der Vermahnung, Dessau 1808